# Brigné
Brigné korábbi község Franciaország Loire mente régiójában, Maine-et-Loire megyében. 2016. december 30-án hét másik korábbi községgel egyesült és Doué-en-Anjou  új község része lett.
Lakosainak száma 485 fő (2018. január 1.). Brigné Tuffalun, Louresse-Rochemenier, Luigné, Martigné-Briand, Noyant-la-Plaine és Saint-Georges-sur-Layon községekkel határos.

## Népesség
A település népességének változása:
| Lakosok száma | 347  | 306  | 307  | 294  | 316  | 339  | 417  | 430  | 486  | 485  |
|               | 1968 | 1975 | 1982 | 1990 | 1999 | 2006 | 2011 | 2013 | 2017 | 2018 |